# 劉思琦
劉思琦（英語：Kayze Lau Sze Ki，1993年10月28日—），香港女演員及模特兒。有翻版蔡思貝之稱。

## 簡歷
劉思琦曾在國內學習六年民族舞，中學被挖掘入行為模特兒，2017轉讀戲劇學院投身舞台劇。參與過不少廣告、舞台劇和電影，亦有客串過不少電視劇集。2018年與Supper Moment合作拍攝可口可樂廣告。期後更成功參加ViuTV真人秀《Good Night Show 廣告女皇》，因樣貌似藝人蔡思貝被傳媒及網民討論而出名。

## 演出作品

### 電影
- 《初戀日記：賤男秘擾》角色 Aym
- 《衝上雲霄》角色 思琦

### 電視劇（無線電視）
- 雜警奇兵
- 是咁的，法官大人
- 黃金有罪
- 牛下女高音
- 開心速遞
- 擁抱情人
- 踩過界
- 救妻同學會

### 真人秀（ViuTV）
- 2018年《Good Night Show 廣告女皇》

### 舞台劇
- 2018年《我們的蛻變記事》
- 2017年《變心》

### 電視廣告
- 2018年 可口可樂 x Supper Moment
- 2018年 PLUSTEM UV PERFECT BLOCK ESSENCE
- 2017年 Now TV 爆谷台萬聖節廣告
- 2017年 Now TV 爆谷台中秋廣告
- 2015年 政府禁毒廣告 企硬

### 平面廣告
- 2019年 周大福
- 2018年 Sperry Crest Edge 系列
- 2018年 Sony α7R III 地鐵宣傳海報
- 2017年 香港賽馬會廣告
- 2016年 大都會人壽保險廣告

### 宣傳影片
- Rejeune Qquamqi 代言
- 2018年 HTC U11+電話廣告
- adidas x neo 廣告
- TiGi BED HEAD 髮型廣告
- 《女人四十 》無線宣傳片
- 《不懂撒嬌的女人 》無線宣傳片
- 《幕後玩家》惡搞版
- TVB Anywhere summer
- TVB Anywhere red balloon（海外）

### 曾代言或參與
- 2017年 第52屆工展會小姐
- La Comme Vintage Wedding Bridal 婚紗代言
- bop天堂鳥-故作瀟灑MV
- 林海峰-頂硬上MV
- Shiseido Professional
- mydress 香港韓國時裝專屬模特